# Judith Jolly
Judith Anne Jolly, baronne Jolly (née le 27 avril 1951) est une pair libérale-démocrate à vie. Elle est élevée à la pairie en 2010 et est présentée à la Chambre des lords en janvier 2011.

## Biographie
Elle est née en 1951 à Leamington Spa et fréquente le King's High School for Girls de Warwick. Elle est diplômée de l'Université de Leeds avec un diplôme en ingénierie de contrôle, puis fréquente l'Université de Nottingham, où elle étudie les mathématiques pour devenir enseignante.
Elle passe une grande partie de sa vie professionnelle dans l'extrême sud-ouest de l'Angleterre. Elle enseigne les mathématiques pendant plus de 15 ans et est une pionnière des technologies de l'information et de l'informatique dans les écoles.
Dans les années 1990, elle vit pendant trois ans à Oman, tandis que son mari sert dans la Marine du Sultanat d'Oman. Depuis lors, elle s'intéresse activement aux problèmes de la région du golfe Persique. Pendant ce temps, elle travaille au British Council  comme professeur d'anglais langue étrangère et en tant que mentor pour les étudiants qui voulaient obtenir une qualification professionnelle nationale.
À son retour d'Oman, elle devient chef de cabinet du député européen de Cornouailles et de West Plymouth, Robin Teverson. En 1997, elle est directrice de la campagne électorale de Paul Tyler. Cette année-là, elle est également nommée directrice non exécutive d'un NHS Trust for Mental Health and Learning Disability, puis du NHS Primary Care Trust, présidant enfin le North & East Cornwall NHS Primary Care Trust Board avant la réorganisation du NHS en 2006. Elle est inspectrice laïque pour la Commission pour l'amélioration de la santé.
Elle siège aux conseils d'administration du Citizens Advice Bureau, de Credit Union, d'organisations de régénération et membre du Synode diocésain. Elle s'attache à mettre en évidence les problèmes de pauvreté et de ruralité à chaque poste. Elle est présidente d'une entreprise numérique à but non lucratif en Cornouaillesl, produisant du matériel pour les cliniques de la mémoire. Elle travaille pour Macmillan Cancer Support en tant que collectrice de fonds pendant trois ans.
Le 24 décembre 2010, elle est créée pair à vie en prenant le titre de baronne Jolly, de Congdon's Shop dans le comté de Cornouailles.
En mars 2011, elle est coprésidente de l'équipe de la santé et des services sociaux de la coalition. En octobre 2013, elle est whip du gouvernement avec des responsabilités pour la santé, la défense, la culture, les médias et le sport et les égalités.
Entre novembre 2012 et mars 2013, Jolly siège au comité du projet de loi sur les soins et le soutien. Après les élections générales de 2015, elle devient porte-parole du parti pour la Défense.
Lors du référendum d'adhésion du Royaume-Uni à l'Union européenne en 2016, elle fait campagne pour rester dans l'UE.
Le 12 octobre 2017, elle devient porte-parole des Libéraux-démocrates à la Chambre des Lords et démissionne en janvier 2020.
Elle quitte la Chambre des Lords le 31 juillet 2024.